# Przełaj Czepiecki
Przełaj Czepiecki – wieś w Polsce położona w województwie świętokrzyskim, w powiecie jędrzejowskim, w gminie Sędziszów.
| SIMC    | Nazwa     | Rodzaj     |
| ------- | --------- | ---------- |
| 0267269 | Dębina    | przysiółek |
| 0267275 | Kapkaz    | część wsi  |
| 0993343 | Kapkazik  | część wsi  |
| 0267281 | Żabieniec | przysiółek |

W latach 1975–1998 miejscowość administracyjnie należała do województwa kieleckiego.